# Лакассін (Луїзіана)
Лакассін (англ. Lacassine) — переписна місцевість (CDP) в США, в окрузі Джефферсон-Девіс штату Луїзіана. Населення — 490 осіб (2020).

## Географія
Лакассін розташований за координатами 30°13′59″ пн. ш. 92°55′15″ зх. д. / 30.23306° пн. ш. 92.92083° зх. д. (30.233129, -92.920831).  За даними Бюро перепису населення США в 2010 році переписна місцевість мала площу 4,53 км², уся площа — суходіл.

## Демографія
Згідно з переписом 2010 року, у переписній місцевості мешкало 480 осіб у 173 домогосподарствах у складі 131 родини. Густота населення становила 106 осіб/км².  Було 182 помешкання (40/км²).
Расовий склад населення:
| - 90,8 % — білих - 5,4 % — чорних або афроамериканців - 0,4 % — корінних американців - 1,7 % — осіб інших рас |

До двох чи більше рас належало 1,7 %. Частка іспаномовних становила 4,4 % від усіх жителів.
За віковим діапазоном населення розподілялося таким чином: 29,8 % — особи молодші 18 років, 58,5 % — особи у віці 18—64 років, 11,7 % — особи у віці 65 років та старші. Медіана віку мешканця становила 33,3 року. На 100 осіб жіночої статі у переписній місцевості припадало 97,5 чоловіків;  на 100 жінок у віці від 18 років та старших — 93,7 чоловіків також старших 18 років.
Середній дохід на одне домашнє господарство  становив 67 385 доларів США (медіана — 53 500), а середній дохід на одну сім'ю — 71 227 доларів (медіана — 70 556). 
Цивільне працевлаштоване населення становило 234 особи. Основні галузі зайнятості: освіта, охорона здоров'я та соціальна допомога — 49,6 %, сільське господарство, лісництво, риболовля — 16,2 %, будівництво — 13,7 %.